# Jefferson Charles de Souza Pinto
Jefferson Charles de Souza Pinto, kurz Jefferson (* 28. März 1982 in Rio de Janeiro) ist ein ehemaliger brasilianischer Fußballspieler.

## Karriere
Jefferson spielte zwischen 1997 und 2001 in der Jugendabteilung des CR Flamengo, bevor er 2002 zu Criciúma EC in die Série B wechselte. Nach Aufenthalten beim Olaria AC (2003 bis 2005) und Atlético Roraima (2006 bis 2007) wurde er von Miron Bleiberg, Trainer des australischen Klubs Gold Coast United, während einer Scoutingreise gesichtet und zusammen mit Landsmann Robson für die Saison 2009/10 verpflichtet.
Noch vor dem Ligaauftakt zog er sich eine schwere Knieverletzung zu und fiel für mehrere Monate aus. Erst am 13. Spieltag gab er gegen North Queensland Fury sein Pflichtspieldebüt. Weitere Kniebeschwerden, die er in Brasilien behandeln ließ, sorgten schließlich für die vorzeitige Auflösung seines Vertrags mit Gold Coast im Februar 2010. Seine nächste bekannte Station wurde 2012 Trem DC in der Série D.